# Castelo de Verdelles
O Château de Verdelles é um castelo histórico em Poillé-sur-Vègre, Sarthe, Pays de la Loire, na França.

## História
O castelo foi concluído em 1490.

## Valor arquitectónico
Está listado como um monumento oficial desde 1922.